# 뉴포트 (웨일스)

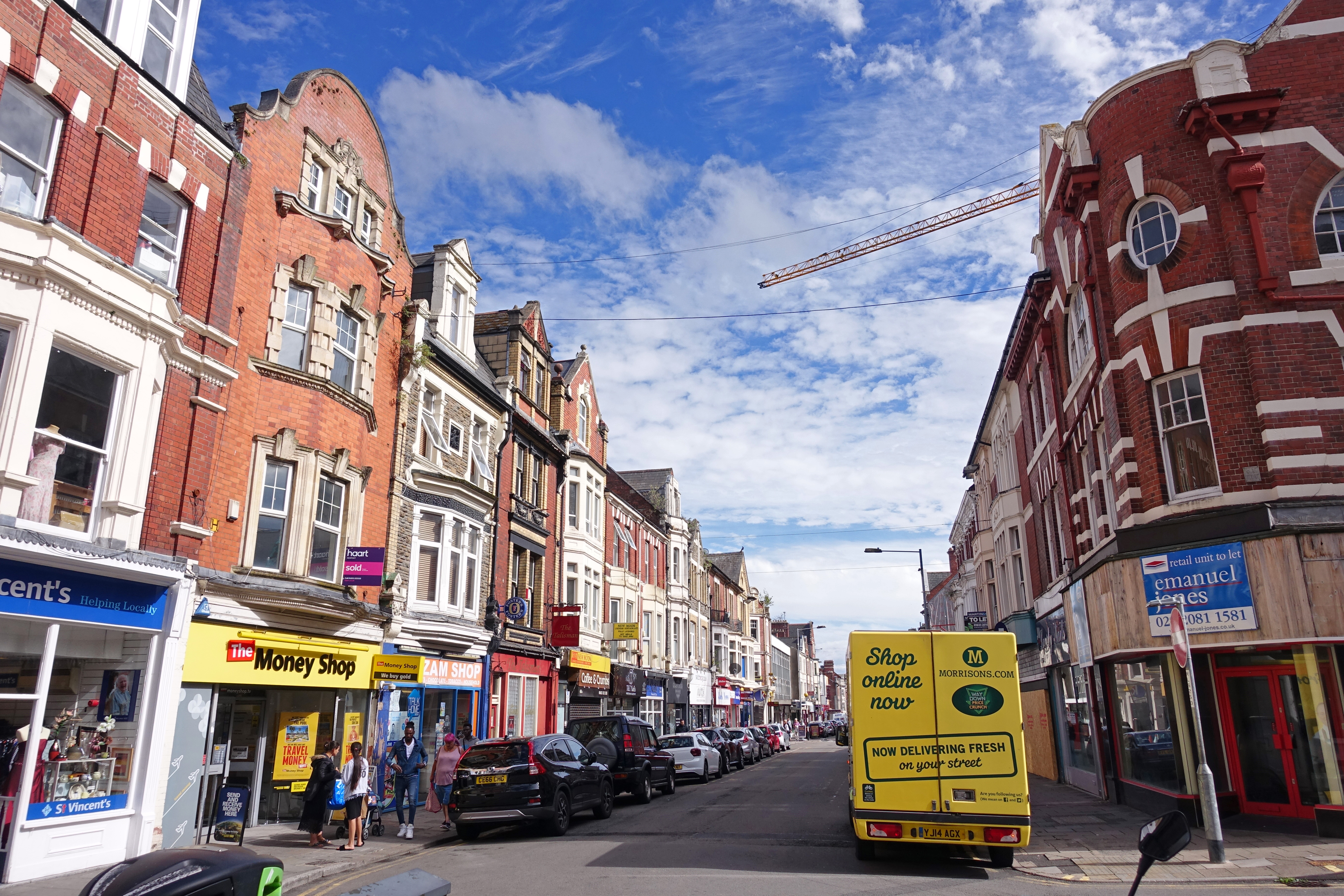

뉴포트(영어: Newport, 웨일스어: Casnewydd 카스네위드)는 웨일스 남동부에 위치한 도시로 웨일스에서 세 번째로 큰 도시이다. 15세기에 무역 항구로 중요성이 부각되었으며 2002년에 정식 도시가 되었다. 2006년 현재 인구는 약 160,000명(추산)이다.

## 인구
| 연도   | 인구    |
| ------ | ------- |
| 1801년 | 6,657   |
| 1851년 | 29,238  |
| 1881년 | 48,069  |
| 1901년 | 79,342  |
| 1941년 | 116,434 |
| 1981년 | 131,016 |
| 2001년 | 137,017 |

뉴포트 출신 사람들은 뉴포토니언(Newportonians)으로 알려져 있다. 2001년 71.9%가 기독교, 2.6%가 이슬람교, 1%가 다른 종교(주로 힌두교과 불교), 16.8%가 무종교를 갖고 있다.

## 자매 도시
- 독일 하이덴하임안데어브렌츠 (1980)
- 조지아 쿠타이시 (1989)
- 중국 광시 좡족 자치구 (1996)
- 미국 아나폴리스